# فاليفيو (ألبرتا)
فاليفيو (بالإنجليزية: Valleyview, Alberta)‏ هي بلدة تقع في كندا في Division No. 18. يقدر عدد سكانها بـ 1,761 نسمة ومساحتها 9.66 كم2 وترتفع عن سطح البحر 700 متر.

## المناخ
يظهر الجدول التالي التغييرات المناخية على مدار السنة لفاليفيو:
| البيانات المناخية لـفاليفيو       | البيانات المناخية لـفاليفيو | البيانات المناخية لـفاليفيو | البيانات المناخية لـفاليفيو | البيانات المناخية لـفاليفيو | البيانات المناخية لـفاليفيو | البيانات المناخية لـفاليفيو | البيانات المناخية لـفاليفيو | البيانات المناخية لـفاليفيو | البيانات المناخية لـفاليفيو | البيانات المناخية لـفاليفيو | البيانات المناخية لـفاليفيو | البيانات المناخية لـفاليفيو | البيانات المناخية لـفاليفيو |
| الشهر                             | يناير                       | فبراير                      | مارس                        | أبريل                       | مايو                        | يونيو                       | يوليو                       | أغسطس                       | سبتمبر                      | أكتوبر                      | نوفمبر                      | ديسمبر                      | المعدل السنوي               |
| --------------------------------- | --------------------------- | --------------------------- | --------------------------- | --------------------------- | --------------------------- | --------------------------- | --------------------------- | --------------------------- | --------------------------- | --------------------------- | --------------------------- | --------------------------- | --------------------------- |
| الدرجة القصوى °م (°ف)             | 16.0 (60.8)                 | 18.0 (64.4)                 | 21.0 (69.8)                 | 28.0 (82.4)                 | 32.0 (89.6)                 | 33.3 (91.9)                 | 34.8 (94.6)                 | 34.0 (93.2)                 | 32.0 (89.6)                 | 29.0 (84.2)                 | 18.0 (64.4)                 | 14.5 (58.1)                 | 34.8 (94.6)                 |
| متوسط درجة الحرارة الكبرى °م (°ف) | −6.3 (20.7)                 | −2.6 (27.3)                 | 2.9 (37.2)                  | 10.6 (51.1)                 | 16.7 (62.1)                 | 20.6 (69.1)                 | 22.6 (72.7)                 | 21.6 (70.9)                 | 16.3 (61.3)                 | 9.4 (48.9)                  | 0.2 (32.4)                  | −4.7 (23.5)                 | 8.9 (48.0)                  |
| المتوسط اليومي °م (°ف)            | −11.5 (11.3)                | −8.3 (17.1)                 | −3 (27)                     | 4.5 (40.1)                  | 10.1 (50.2)                 | 14.2 (57.6)                 | 16.3 (61.3)                 | 15.2 (59.4)                 | 10.3 (50.5)                 | 4.3 (39.7)                  | −4.4 (24.1)                 | −9.5 (14.9)                 | 3.2 (37.8)                  |
| متوسط درجة الحرارة الصغرى °م (°ف) | −16.7 (1.9)                 | −14 (7)                     | −8.8 (16.2)                 | −1.6 (29.1)                 | 3.5 (38.3)                  | 7.9 (46.2)                  | 9.9 (49.8)                  | 8.8 (47.8)                  | 4.2 (39.6)                  | −0.8 (30.6)                 | −8.9 (16.0)                 | −14.3 (6.3)                 | −2.6 (27.3)                 |
| أدنى درجة حرارة °م (°ف)           | −43 (−45)                   | −40 (−40)                   | −42 (−44)                   | −27 (−17)                   | −15 (5)                     | −4 (25)                     | 0.0 (32.0)                  | −1 (30)                     | −11.1 (12.0)                | −29 (−20)                   | −32.2 (−26.0)               | −46.1 (−51.0)               | −46.1 (−51.0)               |
| الهطول مم (إنش)                   | 33.8 (1.33)                 | 18.3 (0.72)                 | 19.2 (0.76)                 | 24.4 (0.96)                 | 48.8 (1.92)                 | 79.4 (3.13)                 | 92.4 (3.64)                 | 62.9 (2.48)                 | 48.2 (1.90)                 | 24.7 (0.97)                 | 28.2 (1.11)                 | 27.0 (1.06)                 | 504.8 (19.87)               |
| المصدر: Environment Canada        |                             |                             |                             |                             |                             |                             |                             |                             |                             |                             |                             |                             |                             |